# Human Hearts (film, 1914)
Pour les articles homonymes, voir Human Hearts.
Human Hearts est un film muet américain réalisé par King Baggot et sorti en 1914.
Une seconde version homonyme sortira par le même réalisateur en 1922 .

## Fiche technique
- Titre : Human Hearts
- Réalisation : King Baggot
- Scénario : Hal Reid (nouvelle)
- Distribution : Universal Film Manufacturing Company
- Genre : Film dramatique
- Dates de sortie :
  -  États-Unis : 26 novembre 1914

## Distribution
- King Baggot : Tom Logan
- Arline Pretty : Ruth
- Frank Smith : Sam Logan
- A.H. Busby : Fred Armsdale
- Ben Hall : Jimmy
- Jack Bates : Mose
- Mrs Allen Walker : Mrs Logan
- Bessie Toner : Jeanette Logan